# Bandera binotella
Bandera binotella är en fjärilsart som beskrevs av Philipp Christoph Zeller 1872. Bandera binotella ingår i släktet Bandera och familjen mott. Inga underarter finns listade i Catalogue of Life.